# Pelomys minor
Pelomys minor is een knaagdier uit het geslacht Pelomys dat voorkomt in Oost- en Zuid-Congo-Kinshasa, West-Tanzania, Noordoost-Angola en Noordwest-Zambia. Het is een duidelijk afgebakende soort; in sommige kenmerken lijkt hij op Lemniscomys griselda, een soort uit een ander geslacht.
Pelomys campanae · Pelomys fallax · Pelomys hopkinsi · Pelomys isseli · Pelomys minor